# Culture III
Culture III — четвёртый и последний студийный альбом хип-хоп-трио Migos. Он вышел 11 июня 2021 года. Это первый релиз участников трио, со времён сольных альбомов Quavo Quavo Huncho, выпущенный 12 октября 2018 года, The Last Rocket от Takeoff, был выпущен 2 ноября 2018 года и Offset Father of 4, выпущенный 22 февраля 2019 года. Quavo сказал, что альбом записывался во время пандемии COVID-19, но выйдет после карантина. 17 мая 2021 года после выхода сингла «Straightenin» трио раскрыло дату выхода альбома - 11 июня 2021 года.

## История
В октябре 2018 года Quavo заявил в интервью Associated Press, что вслед за его собственным недавно выпущенным сольным альбомом Quavo Huncho сначала будут выпущены проекты Takeoff, а затем Offset. Наряду с предположением о том, что совместный проект между Migos и Дрейком будет выпущен в связи с их совместным туром, после вопроса о том, когда появится новая музыка от трио, Quavo ответил: «Мы будем на вершине в 2019 году. Мы собираемся  поразить вас Culture III».
В марте 2019 года Takeoff заявил, что альбом уже в пути. В декабре Offset объявил, что альбом станет последней главой в трилогии Culture, и что у них есть песня с покойным рэпером Juice WRLD под названием «What’s Brackin».
Выпуск альбома был перенесён на начало 2020 года. Однако он был снова отложен из-за пандемии COVID-19. Quavo дал интервью Billboard в марте 2020 года и объявил о решении группы отложить выпуск Culture III, объяснив, что это в значительной степени связано с их неспособностью должным образом раскрыть суть альбома после того, как правила социального дистанцирования вступили в силу в большинстве штатов США. Вместо этого группа сначала хотела выпустить другой проект, Quarantine Mixtape, в преддверии Culture III.
22 мая 2020 года, во время радиопередачи Лил Уэйна Young Money Radio на Apple Music, Migos объявили, что они изменят название с Culture III на другое. Дата выпуска пока не объявлена.
18 апреля 2021 года Quavo заявил, что альбом находится на стадии сведения.

## Список композиций
| №   | Название                                           | Автор(ы)                                                                                                   | Продюсер(ы)                                     | Длительность |
| --- | -------------------------------------------------- | --- | ----------------------------------------------- | ------------ |
| 1.  | «Avalanche»                                        | | DJ Durel                                        | 3:26         |
| 2.  | «Having Our Way» (при участии Дрейка)              | | Kane Beatz                                      | 4:38         |
| 3.  | «Straightenin»                                     | Marshall Ball Cephus Daryl McPherson Ahn-tuan Tran Chi Trieu Kilian Mbelo Latos Konstantinos Tom Dettinger | DJ Durel Atake Sluzyyy Slime Castro Nuki Osiris | 4:15         |
| 4.  | «Type Shit» (при участии Cardi B)                  | | The Inkredibles Cool & Dre                      | 3:09         |
| 5.  | «Malibu» (при участии Polo G)                      | | Wheezy                                          | 4:08         |
| 6.  | «Birthday»                                         | | Smash David OG Parker Wallis Lane               | 3:47         |
| 7.  | «Modern Day»                                       | | Murda Beatz Jordan Fox                          | 4:01         |
| 8.  | «Vaccine»                                          | | Buddah Bless Jabz                               | 3:41         |
| 9.  | «Picasso» (при участии Фьючера)                    | | DJ Durel PVLACE Gunboi                          | 3:32         |
| 10. | «Roadrunner»                                       | | Zaytoven Trauma Tone                            | 4:16         |
| 11. | «What You See» (при участии Джастина Бибера)       | | DJ Durel Danny Wolf                             | 2:59         |
| 12. | «Jane»                                             | | Carnage Tay Keith                               | 3:22         |
| 13. | «Antisocial» (при участии Juice WRLD)              | | Murda Beatz                                     | 4:22         |
| 14. | «Why Not»                                          | | DJ Durel                                        | 3:49         |
| 15. | «Mahomes»                                          | | DJ Durel                                        | 5:08         |
| 16. | «Handle My Business»                               | |                                                 | 4:37         |
| 17. | «Time for Me»                                      | | Murda Beatz Sonic                               | 3:59         |
| 18. | «Light It Up» (при участии Pop Smoke)              | | 808Melo Swirv                                   | 4:29         |
| 19. | «Need It» (при участии YoungBoy Never Broke Again) | Marshall Ball Cephus Kentrell Gaulden Tyron Douglas Curtis Jackson Tony Cottrell                           | Buddah Bless                                    | 3:15         |